# Stephen Rowlings
Stephen Rowlings, angleški igralec snookerja, * 4. februar 1976, Preston, Anglija.

## Kariera
Rowlings se je prvič pridružil svetovni karavani v sezoni 2009/10.